# Steffen Schleiermacher
Steffen Schleiermacher (Halle, 3 mai 1960) est un compositeur, pianiste et chef d'orchestre allemand.

## Biographie
Après des études à l'école de musique de Leipzig avec Siegfried Thiele, il continue à y travailler en tant qu’assistant pour la théorie de la musique et la formation de l'oreille. De 1985 à 1986, il est étudiant en master à l'Akademie der Künste de Berlin sous la direction de Friedrich Goldmann. Il prend en outre un cours de master en piano, à l'École de Musique de Cologne avec Aloys Kontarsky en 1989 et 1990. En 1988, il fonde l’Ensemble Avantgarde, consacré à la musique classique contemporaine, avec les membres du Quatuor de Leipzig.
Les prix et bourses de recherche décernés à Schleiermacher, comprennent le concours Gaudeamus (1985), Le prix de musique Kranichstein (1986), le prix Hanns Eisler de la Radio de RDA pour son Concerto pour alto et orchestre de chambre (1989), le Prix de la Fondation Christoph et Stephan Kaske, Munich (1991), la bourse d'études Mendelssohn accordées par le Ministère de la culture (1988), la bourse de la musique du Conseil allemand (1989/1990), les bourse de recherche de la Fondation Kulturfond (1992-1994 et 1997), Bourse de l'Académie allemande à la Villa Massimo à Rome (1992), bourses de la Japan Foundation (1997) pour étudier depuis plusieurs mois au Japon et bourse de la Cité des Arts à Paris.
Ses enregistrements incluent la plupart des œuvres de compositeurs tels qu'Erik Satie, Philip Glass, Morton Feldman et Arnold Schoenberg. Pour Musikproduktion Dabringhaus und Grimm (MDG), il a enregistré l'intégrale de la musique pour piano de John Cage et les quatre recueils de Música callada de Federico Mompou. Il joue aussi des pièces de compositeurs asiatiques — tels Toshio Hosokawa et Ichiyanagi (Japon) ; et Slamet Abdul Sjukur, Michael Asmara et Soe Tjen Marche (Indonésie). 
Steffen Schleiermacher est lié à un théologien protestant influent du XIXe siècle et traducteur de Platon, Friedrich Schleiermacher.

## Œuvres (sélection)

### Instrument seul
- An sich (2009) - pour baryton avec woodblock (un interprète). Texte de Paul Fleming.
- Balance - four small pieces - for György Kurtág (2008) - pour piano.
- Bildbeschreibung – 2. Annäherung an Heiner Müller (2000) - pour piano.
- Frage! an August Stramm (2005) - pour flûte contrebasse (ou version pour flûte basse).
- Herakles – 1. Annäherung an Heiner Müller (2000) - pour piano.
- Klanglandschaften im Klavier – 12 Stücke für junge Pianisten (2000) - pour piano.
- klavier und klaviere (1997) - pour piano et bande.
- Klungkung (2006) - for piano.
- Langenbogener Ouvertüre – mit G.F. H. (2003) - pour orgue.
- Lîla (2003) - pour piano.
- Merseburger Ouvertüre - mit F. L. (2004) - pour orgue.
- Nadie nos ha visto (to Goya) (2008) - pour guitare.
- Philoktet – 3. Annäherung an Heiner Müller (2003) - pour piano.
- Trinklied einer verliebten Waldameise (2003) - pour violon de fer.

### Musique de chambre
- Acht! (2002) - pour quatre cors et 4 percussionnistes.
- Auto Werk mit Hup Raum (2005) - pour ensemble de cuivres, sampler et bande.
- Atem Los (1998) - pour trombone et accordéon.
- Johann Sebastian Bach Weg Los - Shadows over the f-minor invention (2010) - pour alto, vibraphone et piano.
- BasisArbeit - pour saxophone basse et contrebasson.
- com.pakt in.takt (2002) - pour trompette, saxophone alto, percussion et piano.
- Druckluft (1999) - pour cinq flûtes.
- Echoes (2003) - pour cinq pianos.
- Eher was für Madonna & Janet & Björk als für Nicolaus & Helmut & Hans (2000) - pour saxophone, piano et percussion.
- Eine ernste Veränderung - Hommage à Mendelssohn-Bartholdy (2010) - pour clarinette, violon, alto et violoncelle.
- EIS SCHATTEN with Mozart (2005) - pour douze instruments à vent et contrebasse.
- Fanfaren Klänge - after Paul Klee (2010) - pour quatre bassons.
- Festgefressen (1994) - pour quatuor à cordes.
- Fünf Stücke für fünf junge Spieler (1991) - pour petit ensemble (fl, bs, v, vc, perc).
- Für F (1991) - pour clarinette et quatuor à cordes.
- Gestalt ... gesplittert (1997) - pour clarinette, violoncelle et piano.
- Gesang des Apsyrtos (1985) - pour ensemble de chambre (ob, cl, pno, 3 perc.).
- Glaub Haft (2000) - pour ensemble (fl, cl, bs, tp, hr, tb, tb, pno).
- Gnaden Los (1997) - pour piano et percussion.
- Heracleum (1992) - pour quatuor de saxophones.
- Inside the Trance Machine (1999) - pour six percussionnistes (ou version pour quatre percussionnistes).
- Klangstarre (2010) - pour orgue et trois trompettes.
- Kulissenwechsel (2001) - pour petit ensemble (fl, ob, cl, perc, pno, v, vc).
- Musik für Kammerensemble (1990).
- Musik für Violine, Harfe und Kammerensemble (1991).
- Netz Werk (2002) - pour ensemble (fl, ob, cl, tp, hr, tb, pno, perc, kb, tape).
- Obophon solo (2003) - pour six hautbois.
- Obsessionato (2006) - pour octuor (clarinette, cor, basson, quatuor à cordes).
- Pavane für einen träumenden Elefanten (2009) - pour quintette à vent.
- Pasibutbut (1994) - pour cinq clarinettes.
- Quartet for Oboe dʼamore, Viola, Doublebass, and Guitar (1986).
- Quintet for Violin, Violoncello, Flute, Clarinet, and Piano (1989).
- Scharfe Harfe (2003) - pour harpe avec clarinettes et flûte.
- Schwankendes Gleichgewicht - Hommage à Paul Klee (2004) - pour quatuor de saxophones.
- Six Bagatelles (1986) - pour petit ensemble (fl, cl, pno, perc, va, vc).
- SPALT! (1999) - pour shakuhachi et petit ensemble (bcl, pno, perc, v,va, vc).
- Stau (1999) - Quatuor pour clarinette, trombone, violoncelle et piano.
- Stockend Fließend (1995) - pour hautbois, basson alto et guitare.
- SuchtTraum (2004) - pour piano et quatuor à cordes.
- Taches - Hommage à Hans Hartung (2007) - pour flûte, percussion et piano.
- Three Pieces for Viola and Bassclarinet (2002).
- Triptychon - Hommage à Max Beckmann (2009) - pour deux pianos.
- Trotz Reaktion I (1994) - pour ensemble de chambre (ob, cl, tp, harp, perc, va, vc).
- Trotz Reaktion II (1996) - pour ensemble de chambre (ob, cl, tp, harp, perc, va, vc).
- Trotz Reaktion III (1997) - pour ensemble de chambre (ob, cl, tp, harp, perc, va, vc).
- Trotz Reaktion IV (1997) - pour ensemble de chambre (ob, cl, tp, harp, perc, va, vc).
- Versteinertes Umkreisen (2008) - pour tp, tb, vc, e-guit, 2 perc, piano.
- Yatz Hatz (2005) - pour clarinette basse et guitare basse.
- Zeichen im Klang - Hommage à Paul Klee (2005) - pour deux pianos.
- Zeit Verschiebung (1997) - pour groupes instrumentaux (fl, ob, cl, bs – perc, pno – 2v, va,vc).
- Zeremonie (1988) - pour ensemble de chambre (2 ob, tb, pno, perc, va, vc, kb).
- Zu Viert (1991) - pour deux pianies et deux percussionnistes.
- Zwölf Kinderstücke für zwei gleiche Blasinstrumente (1989) - pour deux instruments à vent.

### Musique mécanique
- Hommage à Riley - REICHlich verGLASSt (2001) pour clavier MIDI.
- Four Pieces for two prepared player pianos (1999).
- Fünf Stücke für Jahrmarktsorgel (1997), Version pour piano mécanique (2004).
- Geharnischt! (2005) pour deux pianos mécaniques.
- SiK2Cl2Mn (2009) pour piano mécanique.

### Orchestre de chambre
- Das Tosen des staunenden Echos (2009).
- Konzert für Viola und Kammerorchester (1987)
- Kreon – Hommage à Varèse (1987).
- Sisyphos (1997).

### Orchestre
- Bann. Bewegung - mit Beethovens Erster (2010).
- Das Leuchten der singenden Kristalle (2008).
- Gassen Hauer mit Nebel Horn (2001) pour Thérémine, bois et cuivres, percussions, harpe et piano.
- GegenBild (2006) pour orgue et orchestre.
- Heim. Weh. Nach. Liszt (2004) pour piano mécanique et orchestre.
- Keil (1998) pour saxophone et orchestre.
- Musik für Pauken und Orchester (1984/1985).
- Puls Farbe Schatten (1994).
- Stille und Klang (1991).

### Musique de scène
- Kokain (2004) d'après une nouvelle de Walter Rheiner.

### Œuvres vocales
- Ataraxia (2008) pour deux ou quatre chœurs mixtes. Textes de Maître Eckhart, Sénèque, Héraclite et d'après l'Anguttara Nikaya.
- Das Testament des Oedipus (2002) pour deux voix, saxophone, percussion, Sampler et Bande. Texte : Heiner Müller, Sophocle.
- Dädalus (2005) pour voix, clarinette, violoncelle et piano. Texte : Thomas Rosenlöcher.
- Der Fingernase fehlt die Schädeldecke (2004) pour douze voix. Texte : Sammlung Prinzhorn.
- Die Beschwörung der trunkenen Oase (2009) pour The Hilliard Ensemble et orchestre.
- Die Menschheit (2000) pour voix et piano préparé. Texte : August Stramm.
- Engel Schlacht Fest (2003) pour voix, flûte, clarinette, violon et violoncelle. Texte : Leonore Kandel.
- Four Pieces, to interpolate the 3rd part of the b-minor-mass by J.S. Bach (2007) pour chœur mixte et orchestre.
- Marsyas (2008) pour baryton, deux trompettes, piano et deux percussionnistes. Texte : Franz Fühmann.
- MUZIKA (2000) pour cinq voix et piano préparé. Texte : Hyacinth von Wiesner.
- O schmerzliche Freude - für und mit Gesualdo di Venosa (2009) pour cinq voix, clarinette, alto et accordéon.
- Psalm 62 (2003/2006) pour chœur mixte.
- Psalm 88 (2001) pour chœur mixte.
- Psalm 116 (2010) pour cinq voix.
- Sternloses Licht – eine Hommage an Robert Schumann (2010) pour grand chœur. Texte : Joseph Christian von Zedlitz.
- Tropfblut (2003) pour chœur d'enfants et cinq instruments (cuivres). Texte : August Stramm.
- Una cava di nostalgia – Hommage à Gesualdo di Venosa (1996) pour cinq voix et onze instruments.
- Vier Chöre nach Gedichten von Georg Trakl (1984/85).
- Wenn meine Pein euch schmerzt - für und mit Gesualdo di Venosa (2009) pour cinq voix, clarinette, alto et accordéon.
- Zähne (1997) pour douze voix et percussions.
- ZeitBrücken (2005) cinq voix d'hommes et quatuor à cordes. Projet de concert avec de la musique de Steffen Schleiermacher, Josquin des Prés, Johannes Ockeghem et Jean-Sébastien Bach.